# RELL1
RELL1 (англ. RELT like 1) – білок, який кодується однойменним геном, розташованим у людей на 4-й хромосомі. Довжина поліпептидного ланцюга білка становить 271 амінокислот, а молекулярна маса — 29 340.
| 10         |  | 20         |  | 30         |  | 40         |  | 50         |
| ---------- |  | ---------- |  | ---------- |  | ---------- |  | ---------- |
| MAPRALPGSA |  | VLAAAVFVGG |  | AVSSPLVAPD |  | NGSSRTLHSR |  | TETTPSPSND |
| TGNGHPEYIA |  | YALVPVFFIM |  | GLFGVLICHL |  | LKKKGYRCTT |  | EAEQDIEEEK |
| VEKIELNDSV |  | NENSDTVGQI |  | VHYIMKNEAN |  | ADVLKAMVAD |  | NSLYDPESPV |
| TPSTPGSPPV |  | SPGPLSPGGT |  | PGKHVCGHHL |  | HTVGGVVERD |  | VCHRCRHKRW |
| HFIKPTNKSR |  | ESRPRRQGEV |  | TVLSVGRFRV |  | TKVEHKSNQK |  | ERRSLMSVSG |
| AETVNGEVPA |  | TPVKRERSGT |  | E          |  |            |  |            |

A: Аланін

C: Цистеїн

D: Аспарагінова кислота

E: Глутамінова кислота

F: Фенілаланін

G: Гліцин

H: Гістидин

I: Ізолейцин

K: Лізин

L: Лейцин

M: Метіонін

N: Аспарагін

P: Пролін

Q: Глутамін

R: Аргінін

S: Серин

T: Треонін

V: Валін

W: Триптофан

Кодований геном білок за функцією належить до фосфопротеїнів. 
Локалізований у клітинній мембрані, мембрані.